# Gabriela Cichowska
Gabriela Cichowska (* 1984 in Rzeszów) ist eine polnische Grafikerin und Illustratorin, unter anderem von Bilderbüchern. Seit ihrer Auszeichnung mit einer Lobenden Erwähnung auf der Kinderbuchmesse in Bologna für ihr Bilderbuch Fantje gilt als eine der wichtigsten Nachwuchsillustratoren Polens. Derzeit ist sie für das von ihr illustrierte Buch Fräulein Esthers letzte Vorstellung für den Deutschen Jugendliteraturpreis 2014 nominiert. Sie lebt und arbeitet in Łódź.

## Leben und Werk
Gabriela Cichowska besuchte die Sekundarschule P. Michalowski in Rzeszów und studierte an der Akademie der Schönen Künste in Krakau an der Fakultät für Grafik, das sie 2011 erfolgreich abschloss. Cichowskas Werk wurde vielfach ausgezeichnet und wird in verschiedenen nationalen und internationalen Kulturinstitutionen und Privatkollektionen gesammelt und ausgestellt.
Cichowska hat bislang ein Buch illustriert - Fantje, von Autor und Verleger Adam Jaromir. In diesem Buch packt ein kleiner weißer Elefant sein Bündel und zieht in die Welt hinaus, ausgestattet mit fünf Nüsschen. Am Ende seiner Fahrt landet er in Meissen in einem Porzellanladen. Auch für Fantje erhielt Cichowska verschiedene Auszeichnungen. Ihr neues Bilderbuch, Fräulein Esthers letzte Vorstellung - Eine Geschichte aus dem Warschauer Ghetto (2013), wurde ebenfalls von Adam Jaromir verfasst. Die Entstehung des Buches konnte im Internet auf der Webseite von Adam Jaromir verfolgt werden. In Deutschland ist die Illustratorin bislang nur einem Fachpublikum bekannt, vor allem durch eine Ausstellung in der Internationalen Jugendbibliothek München 2009.
Obwohl Cichowska erst ein Bilderbuch illustriert hat, begeisterte sie die Fachwelt augenblicklich und gilt als wichtigste Nachwuchsillustratorin von Bilderbüchern in Polen. Fantje wurde international ausgezeichnet, unter anderem mit einer lobenden Erwähnung beim Bologna Ragazzi Award 2011. In der Jurybegründung heißt es, Fantje sei getragen „von einer meisterhaften Grafik, die aus dem Reichtum der Kulturen schöpft“ und sei eine „gleichermaßen heitere wie ernsthafte Hommage an das Mysterium kindlicher Wahrnehmung in jenen Jahren, in denen alles winzig klein oder überlebensgroß ist“.
Außerdem erhielt Fantje einen Weißen Raben der Internationalen Jugendbibliothek München 2010, eine lobende Erwähnung des polnischen Verlegerverbandes PTWK als eins der schönsten Bücher des Jahres 2011 und eine Nominierung zum Buch des Jahres 2011 vom IBBY Polen. Für die Zeitschrift „Eselsohr“ vereint Fantje „pop-up-artige Formen, osteuropäische Erzähl- und Zeichenkunst und jene zauberhafte Spintisiererei, die man in vielen Bilderbüchern heute vermisst“.
2012 war sie Jurymitglied der Auszeichnung Das außergewöhnliche Buch des Kinder- und Jugendprogramms des Internationalen Literaturfestivals Berlin.

## Presseschau

### Künstlerische Bedeutung
„Gabriela Cichowska ist eines der vielen großen Talente in Polen und hat mit ihrem Debüt
gleichzeitig den polnischen und den deutschen Buchmarkt erobert. Und nicht nur das – ihr
Bilderbuch  Słoniątko (Fantje) wurde auf der 2011er Kinderbuchmesse in Bologna im
Rahmen des Ragazzi Awards lobend erwähnt.“

### Fantje(2010)
„Tatsächlich vereint Fantje pop-up-artige Formen, osteuropäische Erzähl- und Zeichenkunst und jene zauberhafte Spintisiererei, die man in vielen Bilderbüchern heute vermisst.“

„Adam Jaromir’s short story is adorned with witty and ingenious details – e.g. on his journey, the elephant spontaneously decides to get one ear pierced. The wonderful illustrations by Gabriela Cichowska, which thanks to the book’s large format can be fully appreciated, further add to the story’s great charm.“

### Fräulein Esthers letzte Vorstellung – Eine Geschichte aus dem Warschauer Ghetto(2013)
„Wer als Vater oder Mutter vorbereitend Fräulein Esthers letzte Vorstellung liest, sollte diese Hintergründe kennen. Denn die Texte Adam Jaromirs bauen auf ihnen auf. Und auf Knappheit: Spröde Lakonik ist der erschütternde Grundton, in dem, gestützt auf hinterlassene Notizen Korczaks, Jaromir den Arzt und die fiktive zwölfjährige Genia von den letzten Wochen des Waisenhauses erzählen lässt. Beide benutzen die Gegenwartsform, ein Duktus, der sofort einen Sog ausübt. Jeder Satz wird zum stillen Schlag, der beklemmende Gedankenketten in Bewegung setzt […]. […] Cichowska und Jaromir ersparen ihren kindlichen Lesern nichts, aber sie schildern das Grauen behutsam andeutend. […] So wie überhaupt dieses Buch mit seiner Forderung nach Konzentration und seinen wunderbaren ergreifenden Bildern ein Gegenpol sein könnte, ein Deich gegen die abstumpfende Flut der im Sekundentakt wechselnden computeranimierten Gewaltwelten.“

„Das aufwendig gestaltete, dokumentarische wie lyrisch verdichtete Buch erinnert an Menschen, die Kindern auch in finsteren Zeiten mit Respekt und Kunst beistehen.“

„Ein einzigartiges Meisterwerk, in dem Text und Bild eine Geschichte von den letzten Monaten in Janusz Korczaks Waisenhaus im Warschauer Ghetto erzählen.“

„Es ist eine aufwühlende wahre Geschichte, die hier in knappen Sätzen und mit großen, traumartigen Illustrationen in erdigen Farbtönen erzählt wird. […] Ein erschütterndes Buch, eine große Erinnerung.“

„Der Verleger, Autor, Übersetzer und Entdecker Adam Jaromir hat schon so manche literarische und ästhetische Perle hervorgebracht: Das bibliophile Drama Fräulein Esthers letzte Vorstellung gehört sicher zu seinen herausragenden Werken. […] Zur literarisch kostbaren Ausführung kommt eine Illustrationskunst, die erdig und zugleich präzise Vergangenheit und Seelenspannung ins Bild setzt. Collagentechnik, die berührt wie selten und dabei typografisch umsetzt, was dialogisch passiert. Ein Buch für die Liste schönster Bücher, bei aller Tragik.“

„Aber das, was nun Adam Jaromir (als Autor), die junge polnische Künstlerin Gabriela Cichowska (als Illustratorin) und Dorota Nowacka (als grafische Gestalterin) geschaffen haben, ist ein einzigartiges kleines Meisterwerk der Buchkunst, eine kongeniale Verknüpfung von Text, Bild und Gestaltung zu einer wahrhaftigen, tief berührenden Geschichte. […] Bücher wie dieses sind nicht nur eine Reminiszenz an die traditionelle polnische Bilderbuchkunst, sie sind ein Beweis dafür, dass junge Künstler ein Erbe bewahren und es gleichzeitig mit eigenen Visionen bereichern können.“

## Bibliografie
| Erstausgabe | Titel                                                                           | Text         | Illustration       | Verlag            | ISBN                   | Anmerkungen |
| ----------- | ------------------------------------------------------------------------------- | ------------ | ------------------ | ----------------- | ---------------------- | --- |
| 2010        | Fantje                                                                          | Adam Jaromir | Gabriela Cichowska | Gimpel (Hannover) | ISBN 978-83-8977441-5  | Co-Herausgegeben zusammen mit dem polnischen Verlag Muchomor (polnischer Titel des Buchs: Słoniątko) Klappentext: Winzig klein, viel zu weiß und überhaupt irgendwie anders - so war Fantje. Eines Tages packte es sein Bündel und zog in die Welt hinaus. Wie!? Einfach so? Ganz genau. Es genügte ein wenig Mut und … fünf Nüsschen. Das ist aber längst nicht alles. Dank dieser Reise fand Fantje sein Glück. Wo und wie - das erfahrt ihr in diesem Buch. Nüsschen für Nüsschen. |
| 2013        | Fräulein Esthers letzte Vorstellung - Eine Geschichte aus dem Warschauer Ghetto | Adam Jaromir | Gabriela Cichowska | Gimpel (Hannover) | ISBN 978-3-9811300-8-9 | Originalausgabe |

## Auszeichnungen
- 2007: Grand Prix bei der 1. Studentenbiennale Malych Form in Racibórz in Polen
- 2007: Auszeichnung bei der Biennale in Barreiro in Portugal
- 2007: 2. Preis beim 15. Nationalen Vincent van Gogh-Kunstwettbewerb in Rybnik in Polen
- 2008: 2. Preis beim Nationalen Klimawettbewerb in Tarnów in Polen
- 2008: 1. Preis beim 16. Nationalen Vincent van Gogh-Kunstwettbewerb in Rybnik in Polen
- 2011: White Raven der Internationalen Jugendbibliothek München für Fantje[6]
- 2011: Lobende Erwähnung im Rahmen der Bologna Ragazzi Awards in der Kategorie Opera Prima am 7. April für Fantje
- 2011: Nominierung zum Buch des Jahres 2011 für Fantje durch den IBBY Polen
- 2013: Fräulein Esthers letzte Vorstellung - Eine Geschichte aus dem Warschauer Ghetto  erscheint auf der Deutschlandfunk-Bestenliste Die besten 7 - Bücher für junge Leser im September[13]
- Eintragung in die Ehrenliste des Museums für Kinder- und Jugendliteratur in Warschau
- 2014: Nominierung für den Deutschen Jugendliteraturpreis 2014 in der Kategorie Sachbuch für Fräulein Esthers letzte Vorstellung - Eine Geschichte aus dem Warschauer Ghetto
- 2014: Gustav-Heinemann-Friedenspreis für Kinder- und Jugendbücher für Fräulein Esthers letzte Vorstellung als Illustratorin

## Ausstellungen
- 2005: Ausstellung in Lemberg in der Ukraine
- 2005: Ausstellung in Łańcut in Polen im Rahmen des 44. Internationalen Musikfestivals
- 2006: Ausstellung in Polichrono in Griechenland
- 2006: Ausstellung in Ustroń in Polen
- 2006: Ausstellung in Łańcut in Polen im Rahmen des 45. Internationalen Musikfestivals
- 2006: Ausstellung im Ethnographischen Museum in Lemberg in der Ukraine
- 2008: Ausstellung in Bytom in Polen
- 2009: Ausstellung in Krakau im Januar im Rahmen der Ausstellung Artist Mirror Self-Portrait
- 2009: Teilnahme als Künstlerin an der Ausstellung Und die Tiere kamen zu zweit - Józef Wilkoń und die aktuelle polnische Kinderbuchillustration in der Internationalen Jugendbibliothek München
- 2010: Ausstellung SZTUKA! - Positionen aktueller polnischer Kunst in Pinneberg im Juni und Juli im Rahmen des KulturSommers in Schleswig-Holstein
- 2010: Auszeichnung als eins der schönsten Bücher des Jahres für Fantje durch den Polnischen Verlegerverband PTWK
- 2012: Präsentation von Fräulein Esthers letzte Vorstellung - Eine Geschichte aus dem Warschauer Ghetto im Rahmen der Ausstellung Ich bin klein, aber wichtig - Die Kinderrepublik des Janusz Korczak, dargestellt in Illustrationen und Bildern in der Wehrgang-Galerie der Internationalen Jugendbibliothek München vom 5. Juli bis 16. September

## Festivalteilnahmen
- 2012: Kinder- und Jugendprogramm des 12. internationalen literaturfestival berlin im September